# Wootton Wawen
Wootton Wawen is een civil parish in het bestuurlijke gebied Stratford-on-Avon, in het Engelse graafschap Warwickshire met 1318 inwoners.

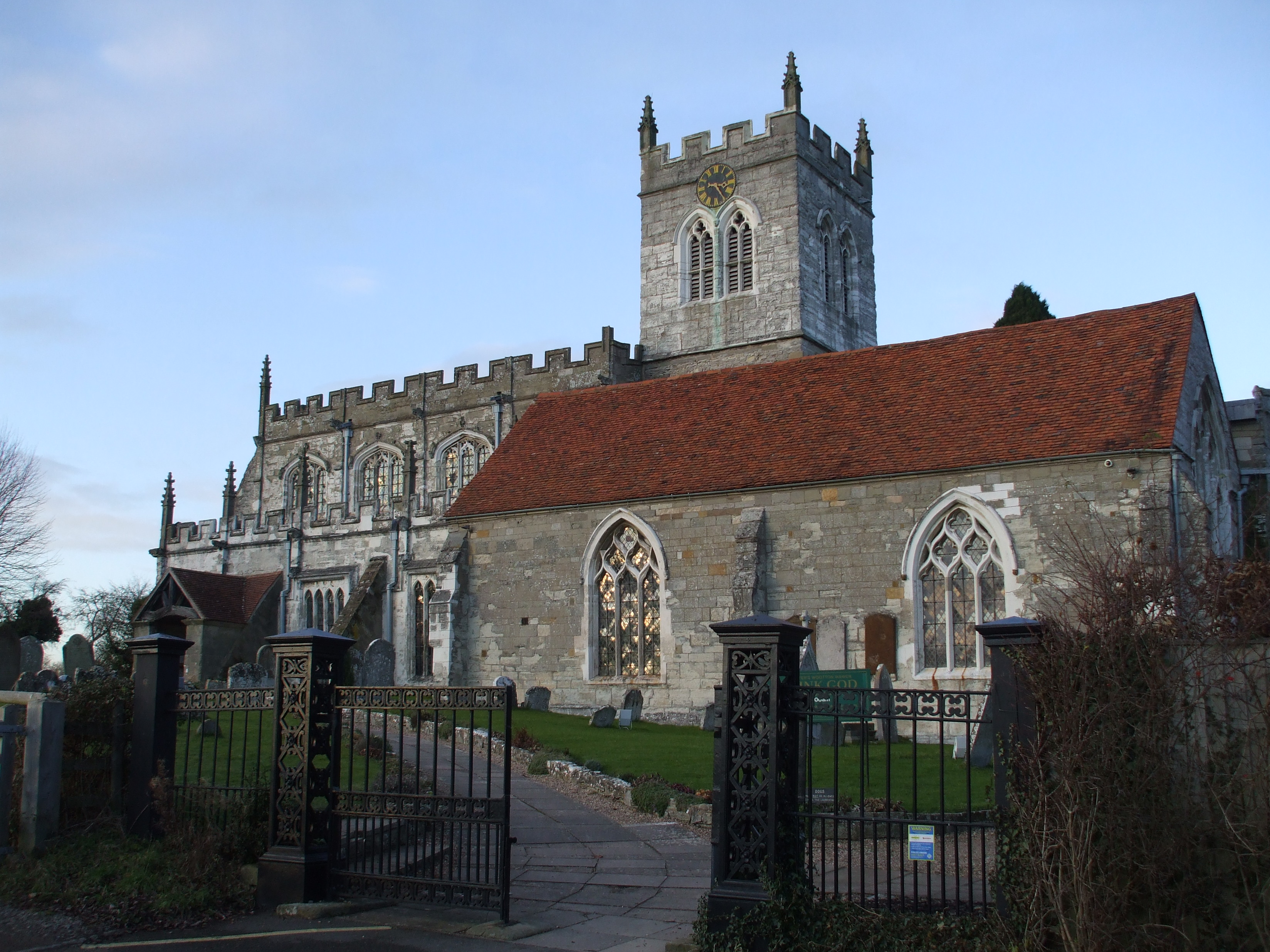
Kerk van St. Petrus